# Zhong Kui

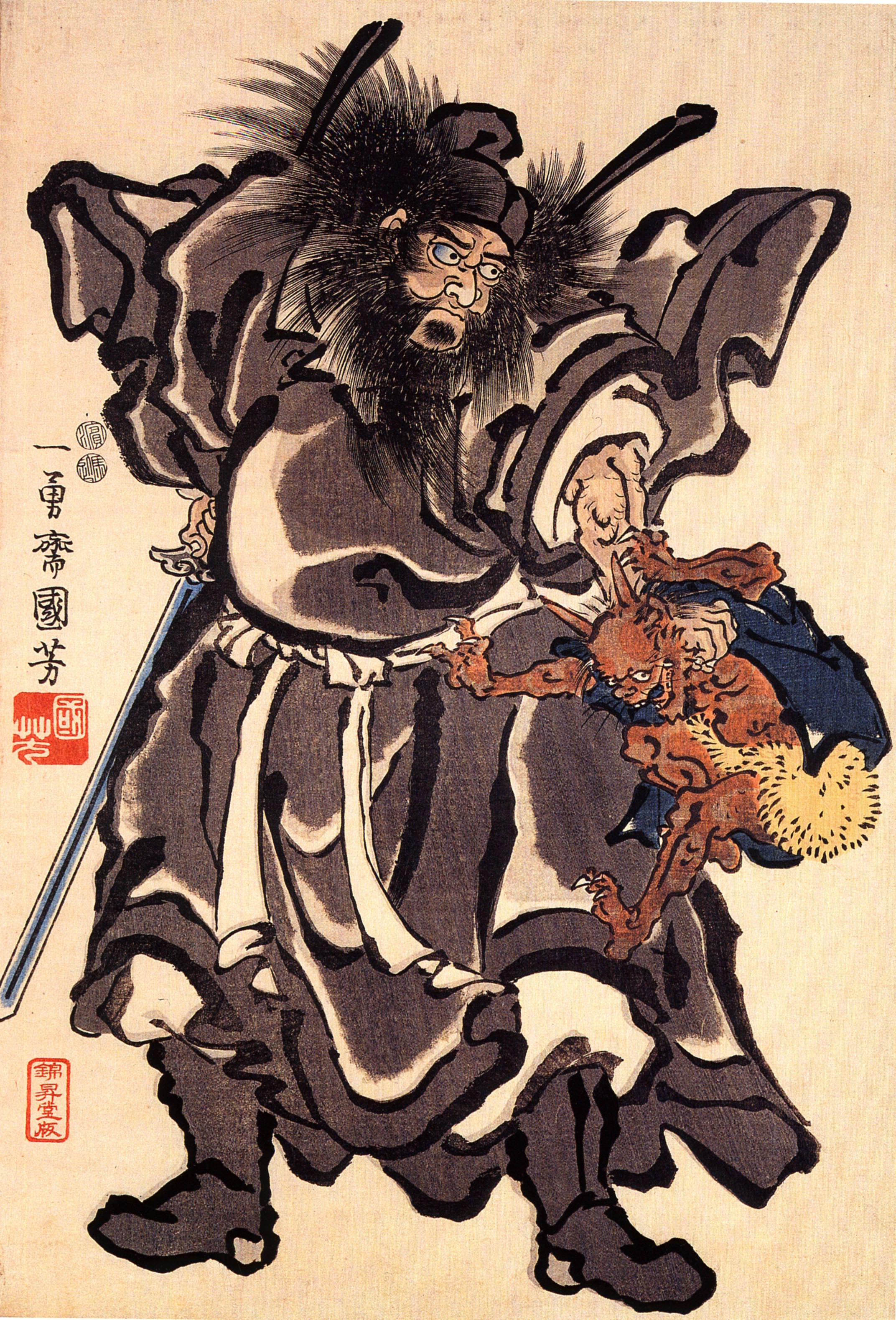
Zhōng Kui
(Utagawa Kuniyoshi)

Zhong Kui (chinesisch 鍾馗, vereinfacht chinesisch 钟馗, japanisch Shō Ki) ist ein legendärer Dämonen-Bezwinger in China.

## Beschreibung
Der Legende zufolge war Zhong Kui ein talentierter junger Gelehrter, der die chinesische Beamtenprüfung als Bester bestand, dem jedoch wegen seiner Hässlichkeit vom Kaiser der Rang des Prüfungsersten und die Aufnahme in den Staatsdienst verweigert wurde. Zhong Kui soll sich daraufhin das Leben genommen haben. Der Höllenkönig (oder, nach einer anderen Überlieferung, der Kaiser, den seine Entscheidung reute) verlieh ihm danach den Rang eines Dämonenjägers mit dem Auftrag, bösartige Geister und Dämonen zu töten. Zhong Kui wird meistens mit wildem Bart, großen runden Augen, einem dicken Gewand und festen Stiefeln dargestellt. Häufige Begleiter sind Fledermäuse und ein Heer von Geistersoldaten.
Die erste Darstellung des Zhong Kui soll der chinesische Maler Wu Daozi (吴 道子, 680–ca. 760) geschaffen haben. In Japan erschien Zhong Kui zum ersten Mal auf den Bildrollen „Jigoku zoshi“ (地獄 草紙) im 12. Jahrhundert. Bis heute ist Zhong Kui als glückverheißendes Motiv in der darstellenden Kunst Chinas und Japans populär.
Das japanische Nō-Drama Kōtei zeigt, wie Zhong Kui den Dämonen vernichtet, der die Geliebte des Kaisers Xuanzong krank gemacht hatte. Verbreitet ist die Legende, dass der Kaiser selbst von Dämonen befallen war.